# Star Wars Battlefront: Renegade Squadron
Star Wars Battlefront: Renegade Squadron — компьютерная игра, третья игра в серии игр Star Wars: Battlefront, релиз которой состоялся 9 октября 2007 года в Северной Америке и позднее в Австралии и Европе. Игра разрабатывалась эксклюзивно для PlayStation Portable. В игре рассказывается о событиях, происходящих со скрытым отрядом Альянса повстанцев Renegade Squadron (Бунтарская эскадрилья), под командованием полковника Кола Серры. Также, эта игра является первой в серии Star Wars Battlefront, в которой можно создавать и вооружать своего героя.

## Отзывы
| Сводный рейтинг | Сводный рейтинг |
| Агрегатор       | Оценка          |
| --------------- | --------------- |
| GameRankings    | 71,62 %         |